# Jasmin (Kalifornia)
Jasmin – obszar niemunicypalny w hrabstwie Kern, w Kalifornii (Stany Zjednoczone), na wysokości 138 m.